# Castellolí
Castellolí è un comune spagnolo di 430 abitanti situato nella comunità autonoma della Catalogna. Dal 7 marzo 2009 ospita il Parcmotor.